# Byland Abbey
Das Kloster Byland Abbey ist eine Abteiruine, bei dem Ort Wass im Ryedale Distrikt von North Yorkshire, England, im North York Moors National Park.

## Geschichte
Das Kloster wurde 1135 in Calder als Tochterkloster von Furness Abbey gegründet, später nach Old Byland verlegt, wo es sich mit der Kongregation von Savigny 1147 dem Zisterzienserorden anschloss, und 1177 an seine jetzige Stelle verlegt. Zur selben Zeit war Byland Abbey neben den Abteien Fountains Abbey und Rievaulx Abbey eines der größten geistigen Zentren in dieser Region. Die Mönche lebten vor allem von der Schafzucht und von der daraus produzierten Wolle. Unter der Herrschaft Heinrich des VIII. wurde das Kloster aufgelöst. Heute stehen nur noch beeindruckende Ruinen davon.
Im 12. Jahrhundert wurde hier der englische Bischof Wimund gefangen gehalten, der sich zuvor als Pirat betätigt hatte. 1322 kam es nahe der Abtei zwischen Engländern und Schotten zur Schlacht bei Byland.

## Bauten und Anlage
Die ursprüngliche Kirche wurde zu Beginn des 13. Jahrhunderts durch eine neue ersetzt, deren Ruine über 100 m lang ist und die drei Schiffe, ein Querhaus und einen flach geschlossenen Chor mit fünf Kapellen besaß. Auf beiden Querhausseiten befanden sich zwei weitere Kapellen. Hier sind noch Reste des Keramikbodenbelags erhalten. In der Fassade ist der untere Teil einer großen Fensterrose stehen geblieben. Vom Kapitelsaal, vom Refektorium und von der Wärmestube stehen noch Reste. Erkennbar ist noch die Konversengasse.

## Galerie

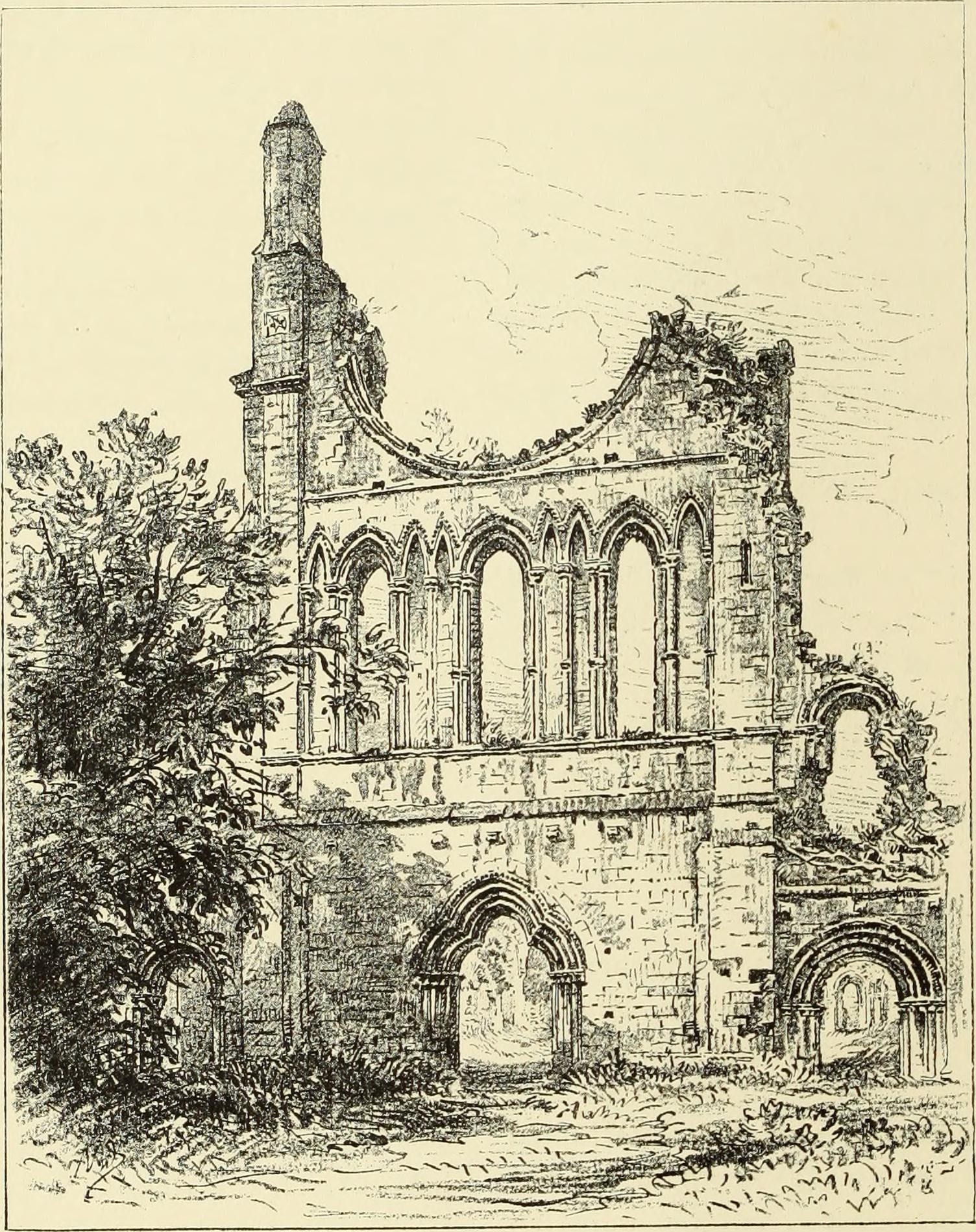
Byland Abbey in The ruined abbeys of Yorkshire (1883)
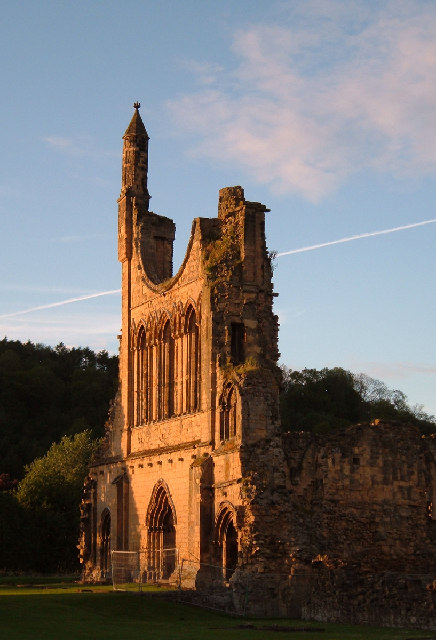
Byland Abbey, Mai 2005
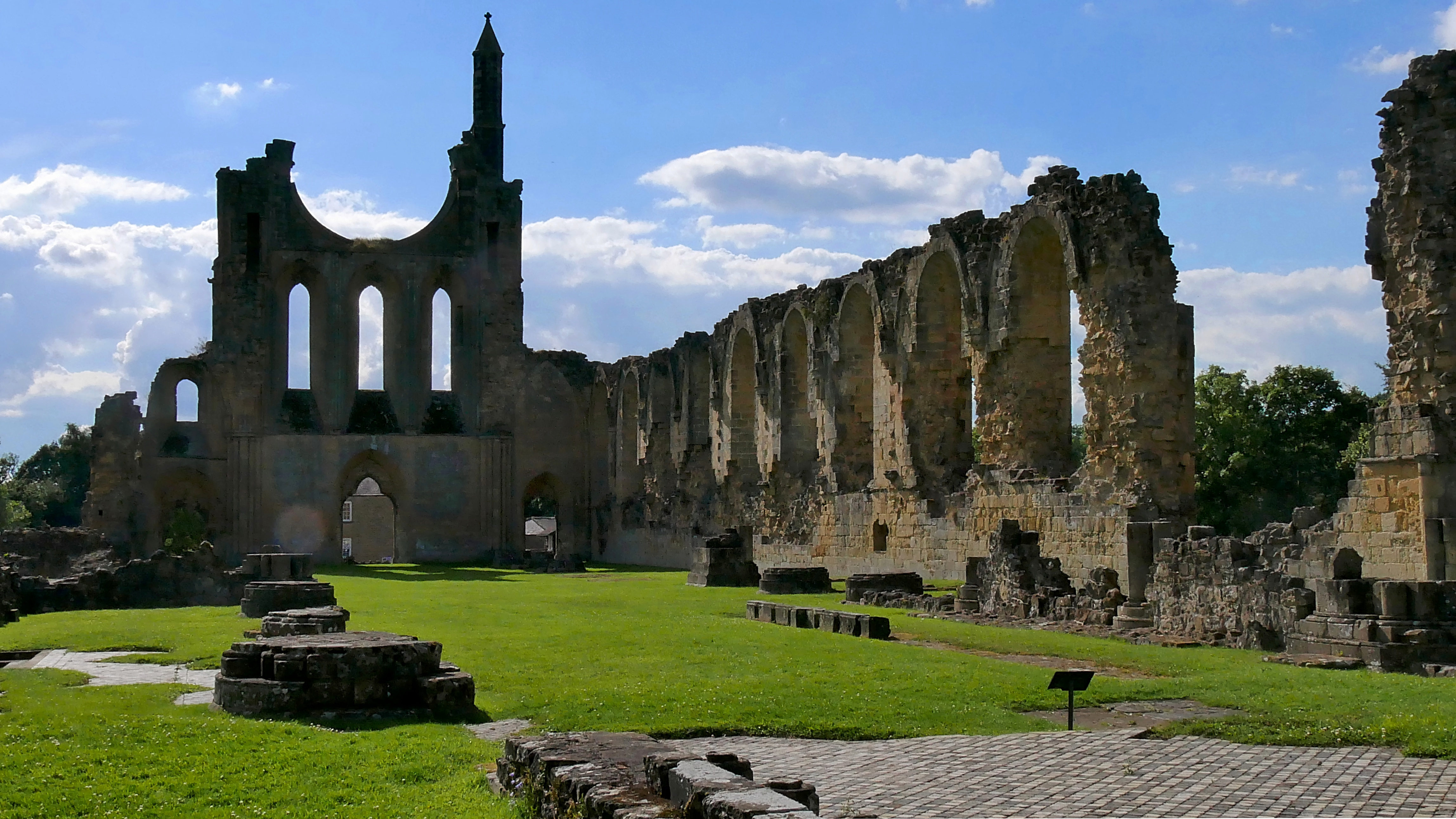
Kirchenschiff Blick nach Westen
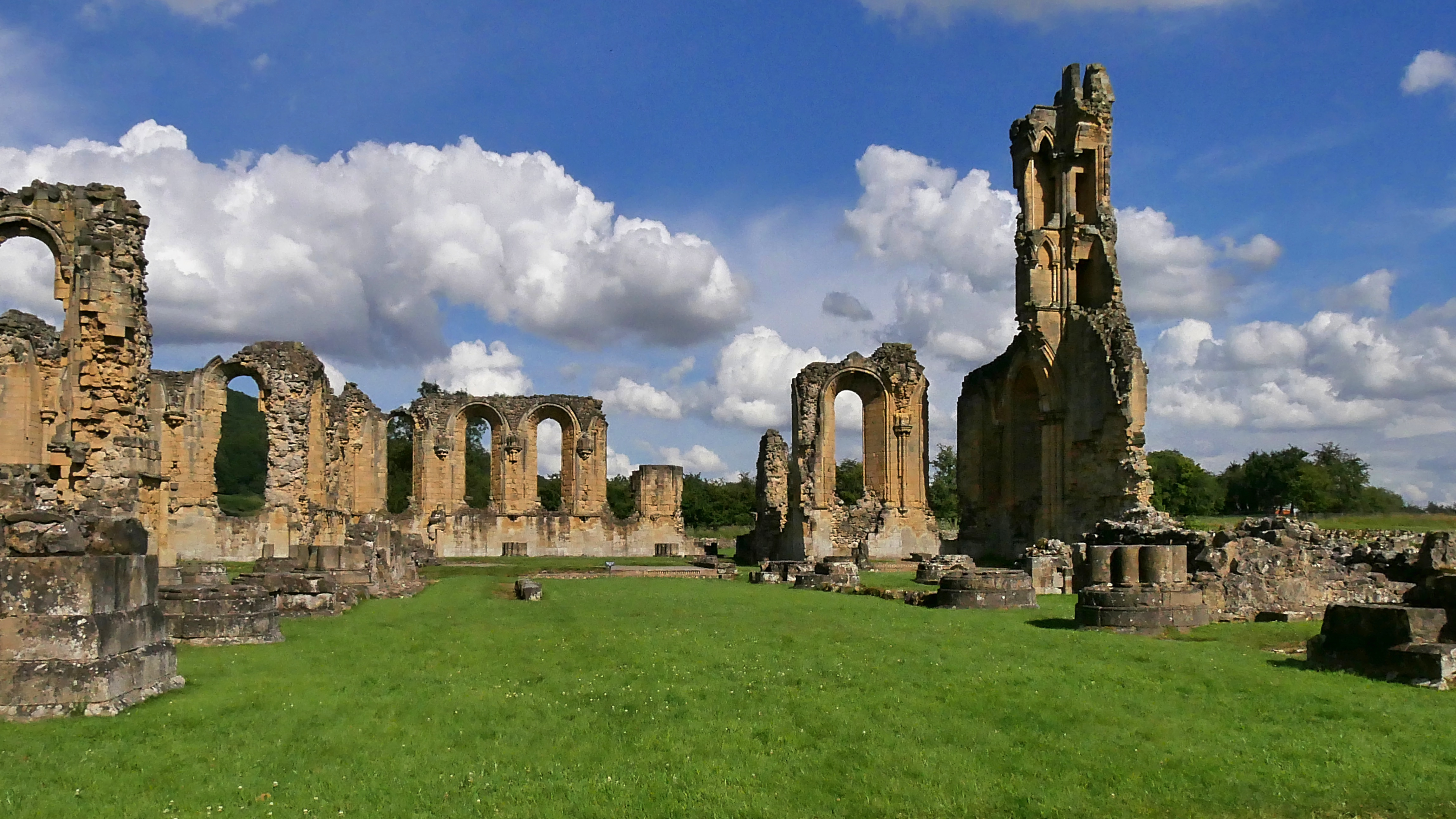
Kirchenschiff Blick nach Osten
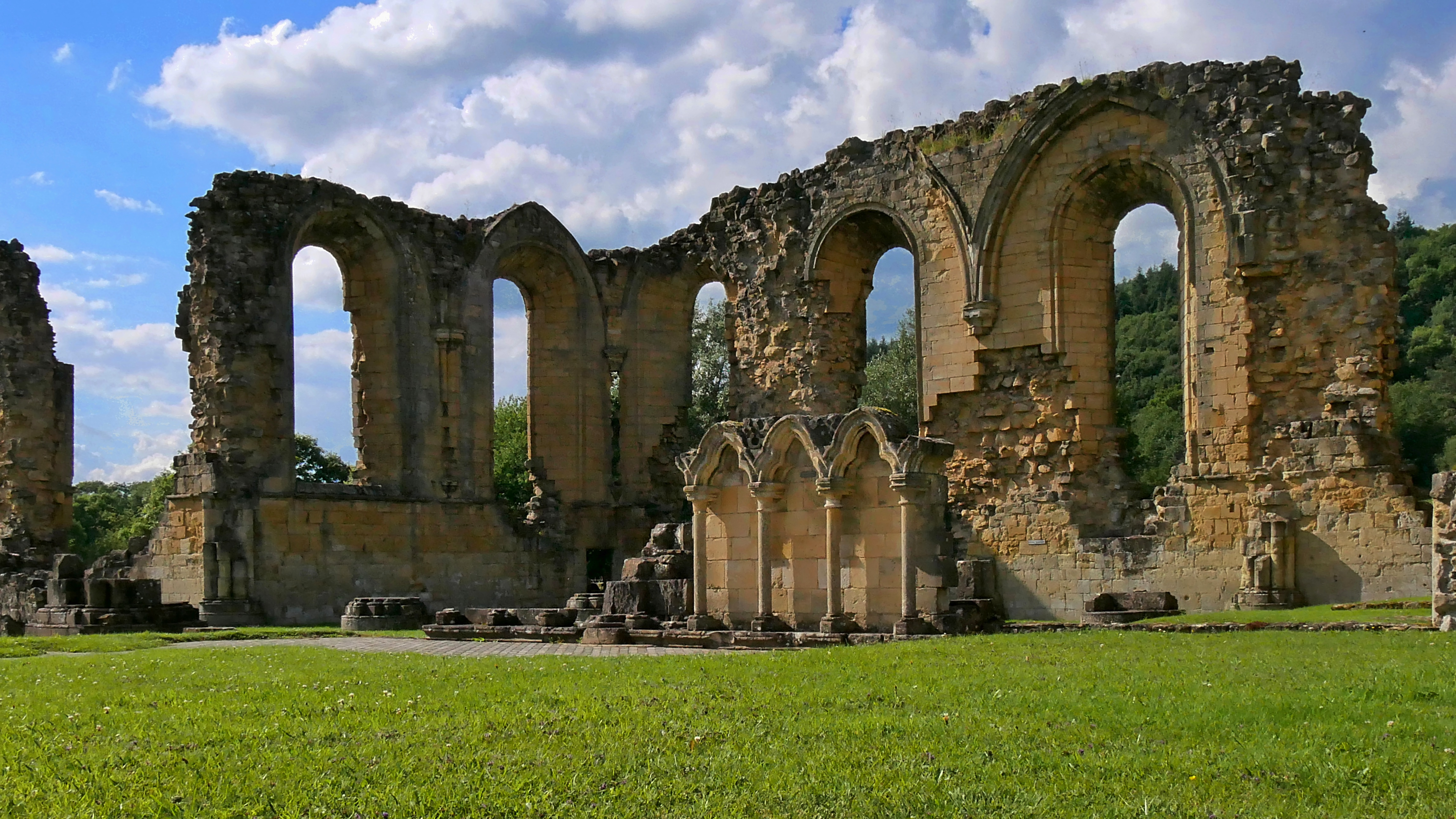
Nördliches Seitenschiff
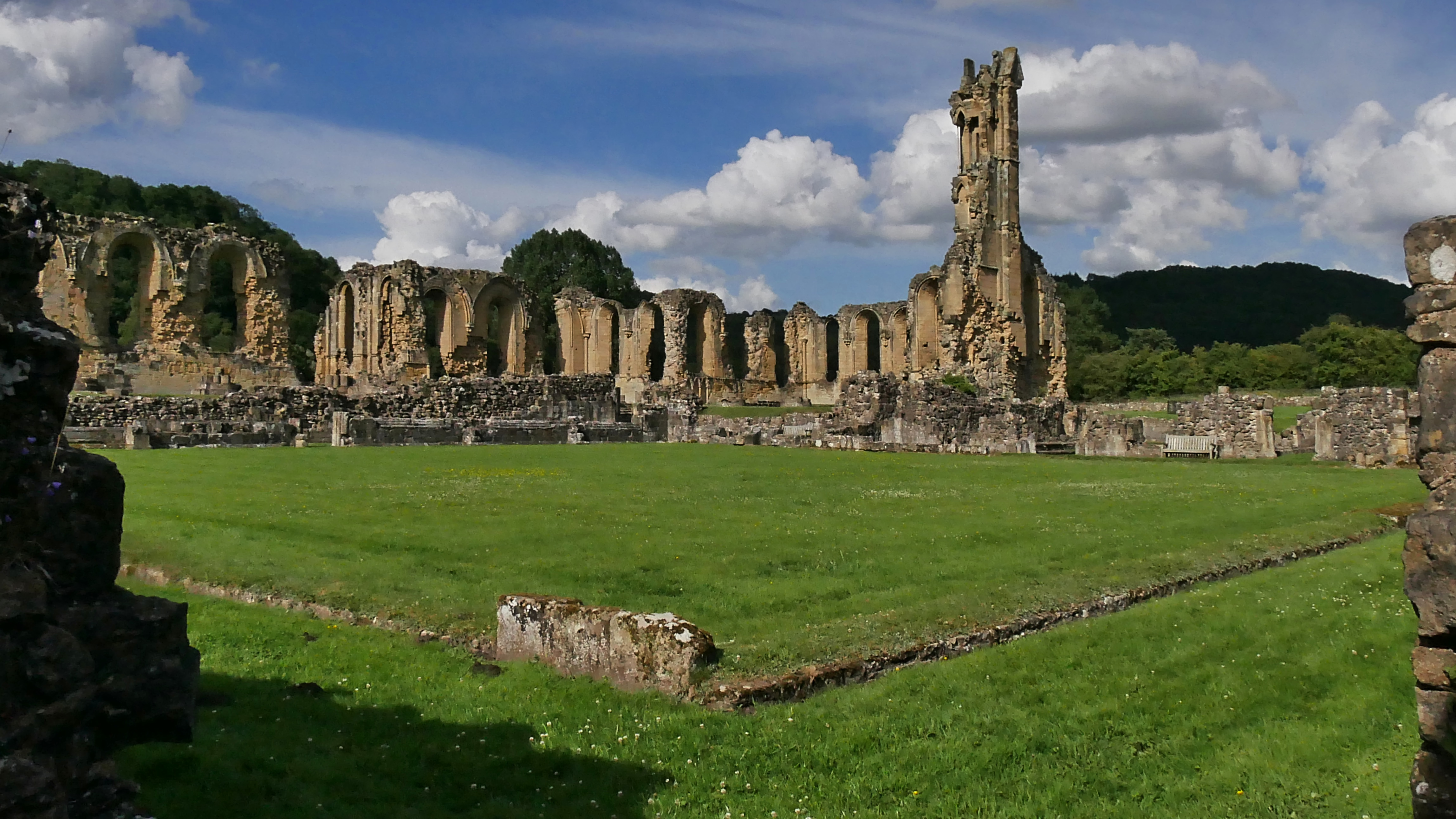
Kreuzgang
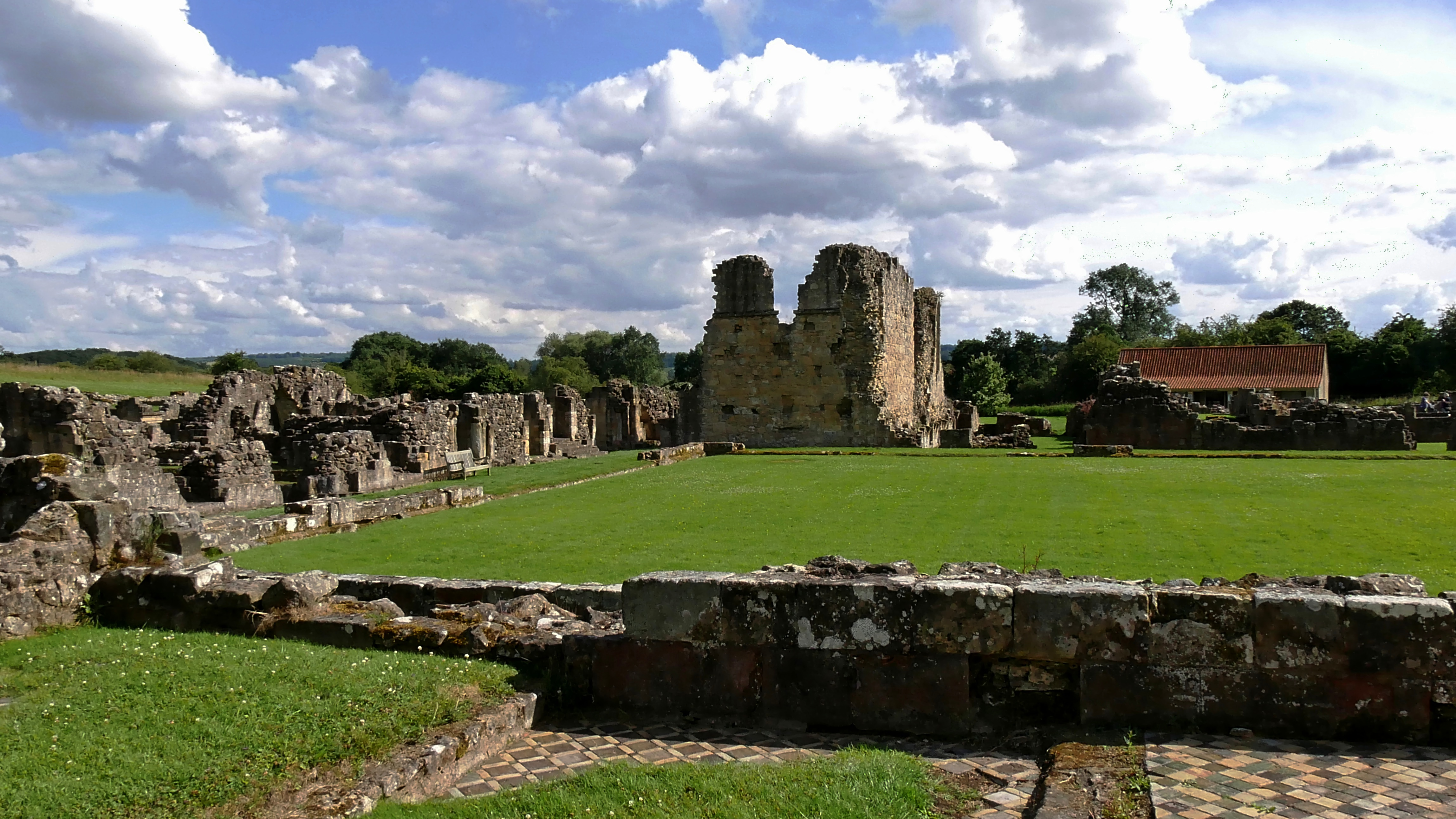
Kreuzgang und Wärmestube
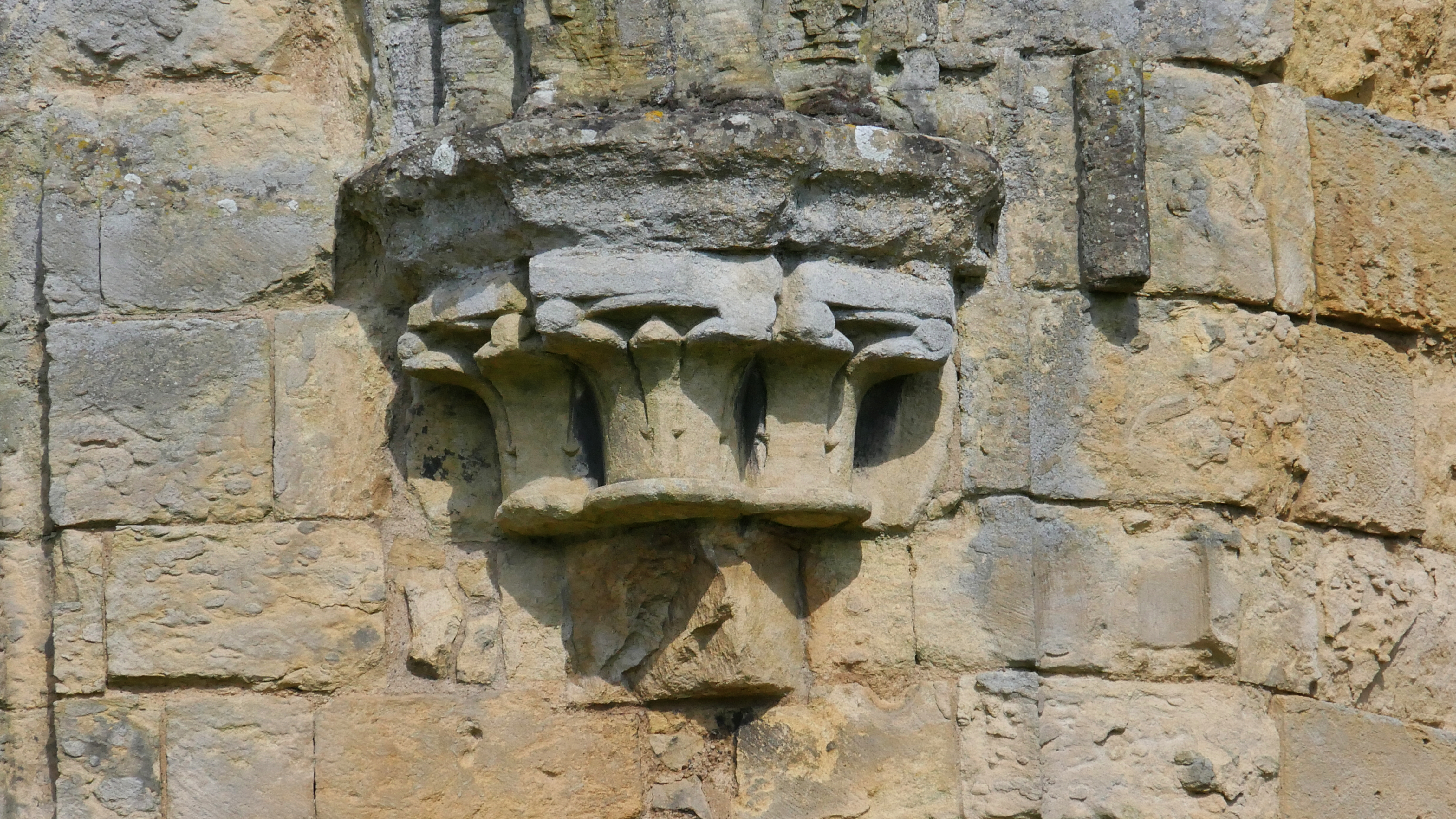
Kapitell
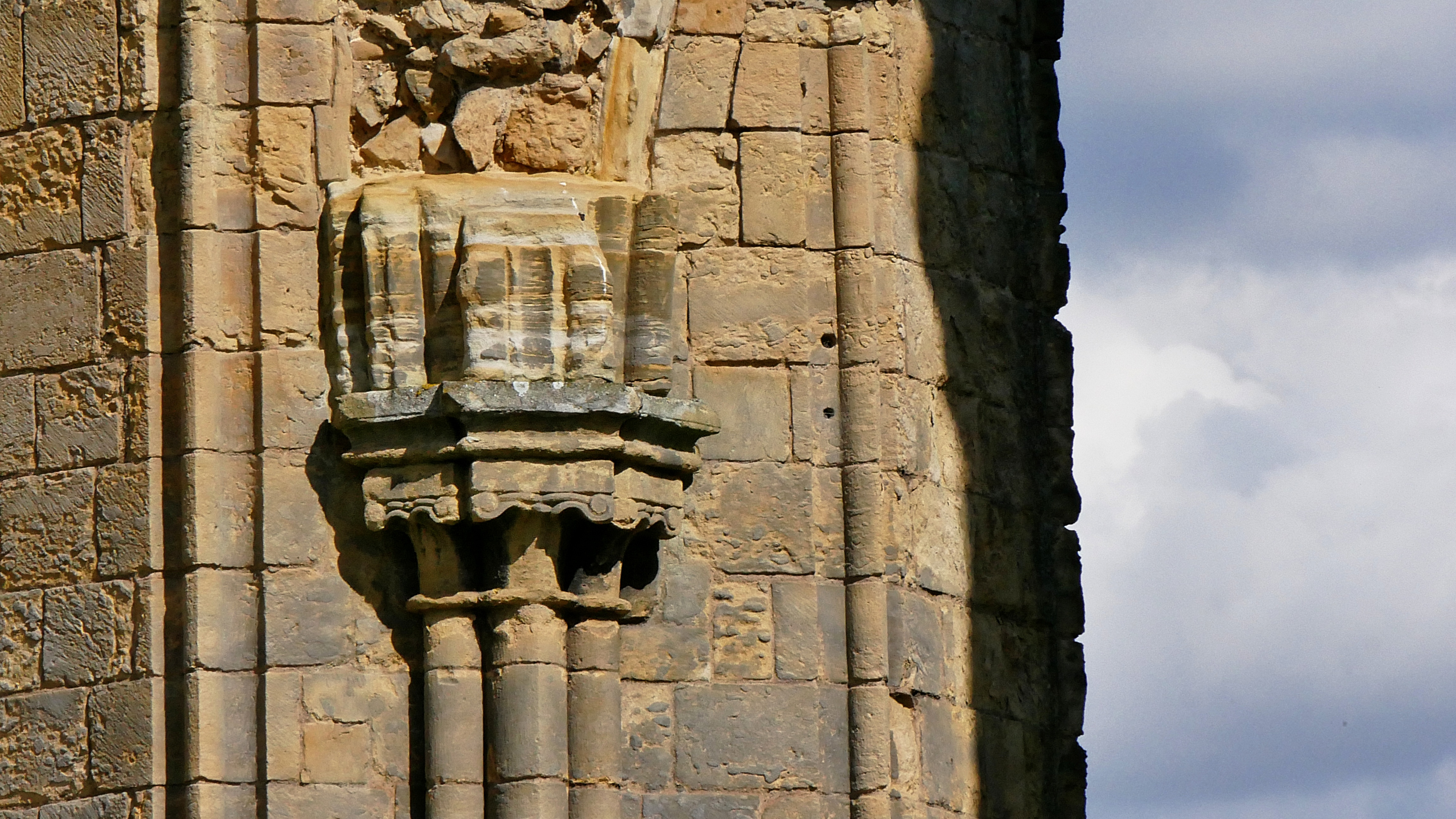
Kapitell
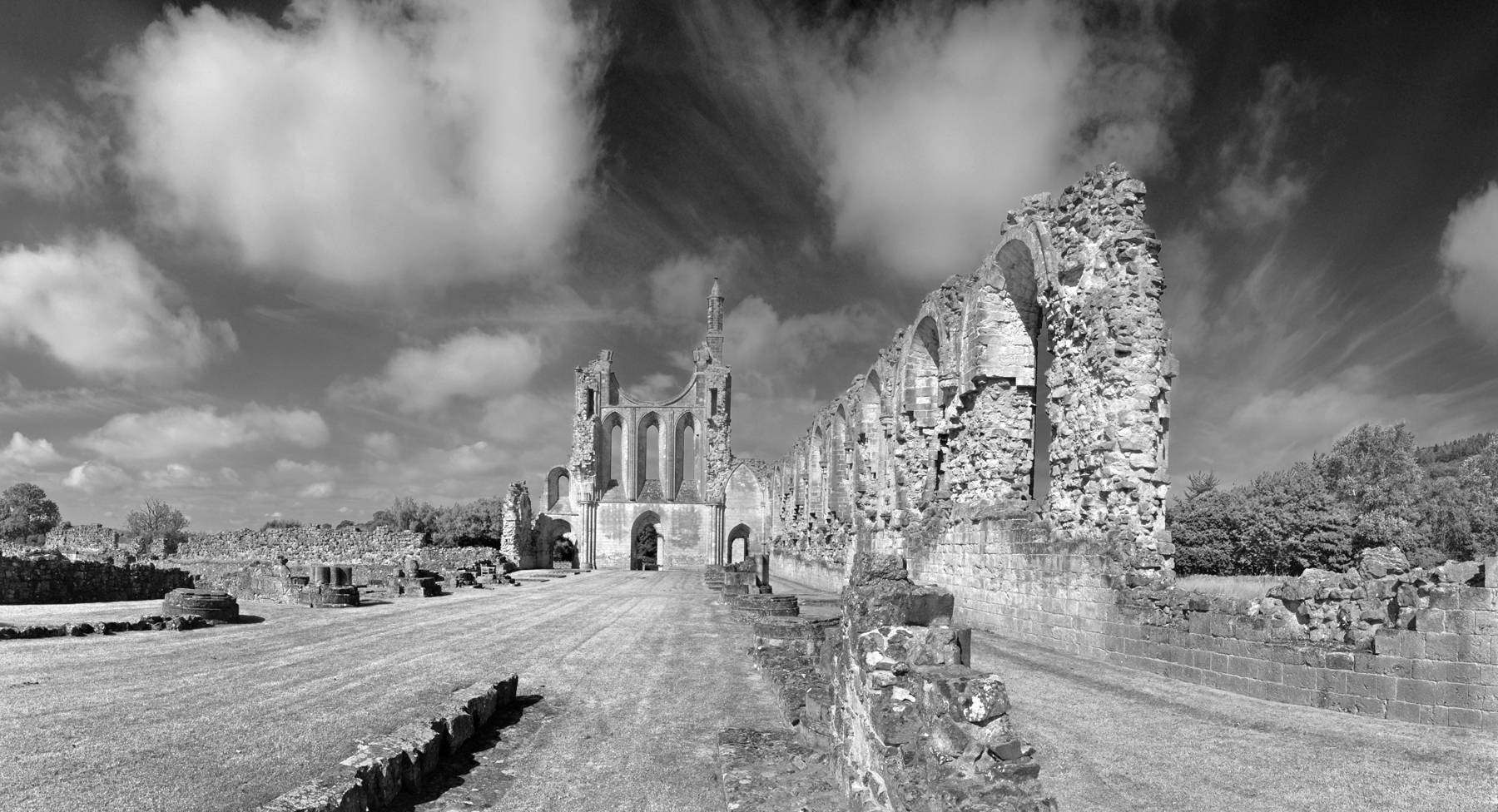
Byland Abbey im August 2013